# Ghiacciaio d'Ossoue
Il ghiacciaio d'Ossoue è un ghiacciaio dei Pirenei, situato nel massiccio del Vignemale, sul versante nord della frontiera franco-spagnola, nella regione del Midi-Pirenei, precisamente nel dipartimento degli Alti Pirenei.

## Descrizione

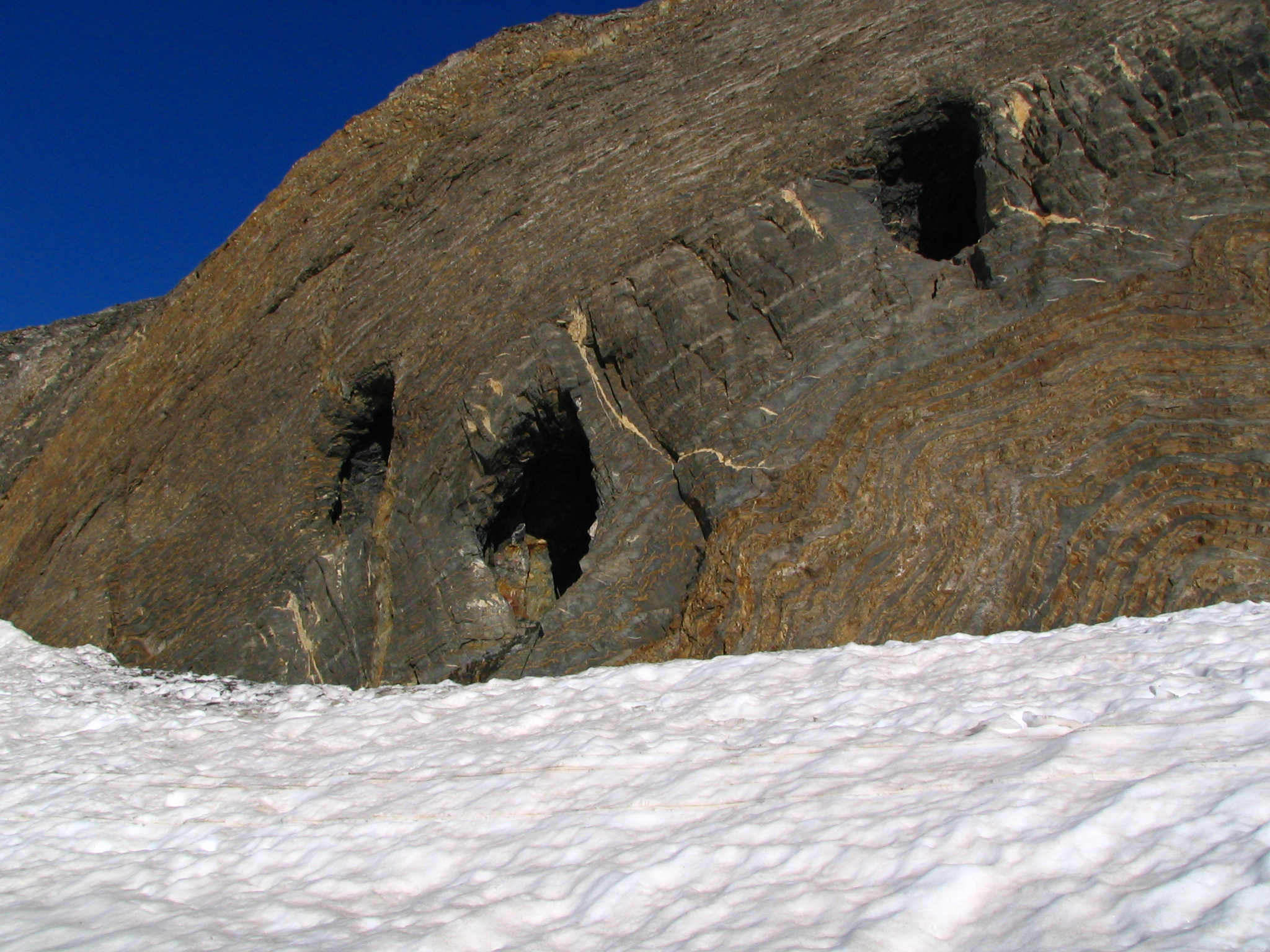
Le grotte di Russell

Il ghiacciaio ha una superficie di circa 60 ettari, è di tipo vallivo, si trova tra i 2.800 e 3.200 metri di altezza ed è circondato dalle cime del Vignemale, Pointe Chausenque e il Pic de Montferrat, che domina la sua parte superiore; è il secondo ghiacciato per dimensione dei Pirenei dopo quello dell'Aneto e prima di quello della Maladeta e del Mont-Perdu. Scorre nella valle d'Ossoue ed alimenta diversi ruscelli che confluiscono nel gave d'Ossoue.
Durante la metà del XIX secolo il ghiacciaio aveva una superficie di 110 ettari e nei primi anni del XXI secolo era ancora superiore ai 2 km. L'innevamento e la praticabilità sono buone fino all'inizio dell'estate, poi con il passare del tempo peggiorano rapidamente fino alla formazione di numerose crepe alla fine della stagione estiva, particolarmente nella parte bassa, nei pressi del Petit Vignemale. Lo spessore del ghiaccio varia a seconda della stagione e dell'anno ed un buon indicatore sono le grotte di Henry Russell: scavate nella roccia possono trovarsi sia coperte dalla neve, sia ben al di sopra del ghiacciaio, tanto da richiedere un'arrampicata per essere raggiunte.